# پریما
پریما (به انگلیسی: Prima) یک برند سیگار ایجاد شده در جمهوری سوسیالیستی شوروی اوکراین، اتحاد جماهیر سوسیالیستی شوروی است؛ که در حال حاضر توسط Kyiv  تولید می‌شود. این برند در سال ۱۹۷۰ پایه‌گذاری گردید.